# Paistu kommun
Paistu vald är en kommun i Estland.   Den ligger i landskapet Viljandimaa, i den södra delen av landet, 140 km söder om huvudstaden Tallinn. Antalet invånare är 1 622. Arean är 129 kvadratkilometer.
Terrängen i Paistu vald är huvudsakligen platt.
Följande samhällen finns i Paistu vald:
- Paistu
- Holstre
- Loodi
- Sultsi
- Intsu
- Matapera
- Aidu